# Nordøstpassagen
Nordøstpassagen er betegnelsen for den sørute gennem Ishavet, som adskillige opdagelsesrejsende siden 1500-tallet har forsøgt at finde nord om Rusland og Sibirien for at forbinde Europa og Østasien.

## Historie
Teorien om, at der fandtes en nordøstlig passage fra Europa til Asien og Stillehavet går tilbage til begyndelsen af 1500-tallet. Den forekommer blandt andet i Paulus Iovius (der skrev efter storfyrste Dimitri Gerrassimows diktat): Das Buch von der Botschaft Wassilis, des Moskauer Grossfürsten, an Papst Klemens VII in welchem wahrheitsgetreu die Lage des Landes das den Alten unbekannt war, die Religion, die Sitten des Volkes sowie die Ursachen der Botschaft werden, udgivet i 1525, oprindeligt på latin, senere også på andre sprog.

### De første ekspeditioner
Den første ekspedition med henblik på at finde nordøstpassagen, det vil sige vejen til Indien langs Europas og Asiens nordlige kyst, udgik fra England i 1553 under Sir Hugh Willoughby og Richard Chancellor. Willoughby nåede antagelig til sydøen Juzjnyj ostrov af Novaja Zemlja, men omkom sammen med hele sin besætning enten af skørbug eller af kulilteforgiftning, efter beslutning om at isolere skibene mod den bitre arktiske kulde under overvintringen på Kolahalvøens kyst. Chancellor nåede Dvinaflodens udmunding samt vendte 1554 hjem efter en venlig modtagelse i Rusland til England og grundlagde den vigtige handelsforbindelse med hvidehavsområdet for England. Kort efter, i 1556, kom Stephen Burrough til Novaja Zemljas sydkyst og øen Vajgatj, hvor han opdagede en veludviklet russisk skibsfart helt til Obs munding. Med Arthur Pets og Charles Jackmans rejse i 1580, hvor vesteuropæiske skibe for første gang sejlede ind i Karahavet, endte de engelske nordøstsejladser for en længere tid.

### Hollænderne tager over
De af englænderne opgivne nordøstekspeditioner blev med stor iver overtaget af hollænderne. Med store omkostninger udrustede man til dette formål tre år efter hinanden, 1594–1596, ekspeditioner, blandt hvis ledere Willem Barents er den mest kendte. Under den første rejse undersøgtes Novaja Zemljas nordligste del. Den anden, med hensyn til udrustning den mest storartede, medførte ingen vigtige resultater, og også den tredje mislykkedes i sit hovedformål, at finde en vej nord om Asien, men var i geografiens historie af største betydning med opdagelsen af Bjørneøen og Spitsbergen, samt ved at være den første overvintring i de højarktiske egne. Ekspeditionen indefrøs ved Novaja Zemljas nordøstlige spids (Ishavnen), hvor levnene fra vinterkvarteret i 1871 blev genfundet af den norske skipper Elling Carlsen. Barents og flere af mandskabet døde under hjemrejsen, der blev foretaget i åbne både. De overlevende nåede Holland under ledelse af Jacob van Heemskerk.
De hollandske ekspeditioner afsluttede de ældre forsøg på at finde nordøstpassagen, og da Hudson allerede i 1607 forgæves havde søgt en rute nord om Spitsbergen, hvilken rejse endnu mindre manede til efterfølgelse, ophørte så godt som alle polarrejser med rent kommercielt formål i begyndelsen af det 1600-tallet samtidig med, at spaniolernes og portugisernes svindende magt gjorde vejen syd om Afrika mindre farlig for andre nationer.

### Rusland tager over
Først i 1676 gennemførte Wood en rejse til Novaja Zemlja, der påkaldte sig opmærksomhed ved på ny at rejse diskussionen om muligheden for at anvende polarhavet til skibsfart. Ekspeditionen reddede en del af den erfaring, som hvalfangerne havde indhentet om forholdene i ishavet, fra forglemmelse. Af større vægt var imidlertid de ekspeditioner, som russerne gjorde for at udvide deres herredømme i det nordlige og nordøstlige Asien. Allerede i begyndelsen af 1600-tallet nåede nogle af de kosakker, som Rusland har at takke for Sibiriens erobring, til ishavets kyst. Forsøgene på at følge kysten mod øst strandede dog i begyndelsen på ishindringer og kosakkernes manglende erfaring i skibsfart, men rygter om store øer i nord og begæret efter rige fangstmuligheder æggede snart til nye rejser. Den mest bemærkelsesværdige af disse rejser blev foretaget af kosakken Desjnevs. I 1648 forlod han Kolymas udmunding på en rejse øst på, formåede efter utallige vanskeligheder at sejle rundt om Asiens østligste hjørne og ankom i 1652 til floden Anadyr, der udmunder i Beringstrædet.

### Vitus Berings rejser
Udforskningen af den asiatiske ishavskyst blev imidlertid først systematisk efter, at Peter den Store havde besluttet at fastlægge sit riges grænser i denne retning. Under ledelse af danske Vitus Bering sejlede den store nordiske ekspedition i 1728 fra Kamtjatka mod nordøst, passerede gennem det stræde ind i ishavet, der er opkaldt efter ham, men vendte snart tilbage uden at som følge af tåge kunnet få den nærliggende amerikanske kyst i sigte. De mest bemærkelsesværdige bedrifter under disse ekspeditioners tid var Malygins og Skuratovs rejse fra Arkhangelsk til Ob 1734–1737, Ovzyns rejse fra Ob till Jenisej i 1737, Prontsjisjevs og Khariton Laptevss rejser fra Lenas udmunding vest på til nærheden af Asiens nordspids 1735–1742, og Dmitrij Laptevs og Lassinius’ rejser fra samme udmunding mod øst til Kolyma og Kap Buor-Khaja samme år. Alle disse ekspeditioner foregik til søs. På en slæderejse nåede Tjeljuskin i 1742 Asiens nordligste odde. En overvejende korrekt kortlægning af ishavets kyst var derved opnået. De Nysibiriske øer, der ligger ud for kysten, besøgtes først af Ivan Ljakhov i 1770 og undersøgtes nærmere af Matt. Hedenström 1809–1811 og af P. F. Anjou i 1823.

### Rejser til Spitsbergen og Novaja Zemlja
Yderligere bidrag til Spitsbergens topografi og naturforhold fik man ved den første tyske polarekspedition i 1868, v. Heuglin og Zeil i 1870, den norske nordhavsekspedition 1877 og 1878, A.G. Nathorst og G. De Geer 1882 samt fra den svenske polarstation ved Kap Thordsen 1882–1883 og fra flere norske fangstskippere, som man blandt andet havde at takke for opdagelsen af en del øer nord for Spitsbergen. Disse skipperes utallige rejser skaffede desuden oplysninger om isforholdene i havet mellem Spitsbergen og Novaja Zemlja, hvilket tillige blev gjort til genstand for undersøgelser af ikke mindre end fire hollandske ekspeditioner 1878–1881.
Kortlægningen af Novaja Zemlja blev udført under F.P. von Lütkes fire ekspeditioner 1821–1824 og Pachtussovs to rejser 1832–1835, samt Karl Ernst von Baer 1837, der udførte naturhistoriske undersøgelser, men ved sin udtalelse om Karahavet som polarbækkenets "iskælder" længe afskrækkede forskerne fra al forskning i disse egne. En helt anden erfaring blev imidlertid vundet efter, at norske skippere i 1868 var begyndt at bedrive fangst ved Novaja Zemlja. Allerede i 1870 lykkedes det E.H. Johannesen at sejle rundt om hele dobbeltøen, og Karahavet befandtes ved flere tilfælde at være helt og holdent isfrit. Tankerne på nordøstpassagens gennemførlighed begyndte derfor atter at dukke op, men den østrig-ungarske ekspedition under Weyprecht og Payer, som 1872 først udgik for at søge den, mislykkedes ganske deri. Dampskibet "Tegetthoff" satte sig fast i isen ved Novaja Zemljas nordspids og drev nord på, til man den 31. oktober 1873 standsede ved en hidtil ukendt kyst, som fik navnet Frans Josefs land og i foråret 1874 under slæderejser undersøgtes op til 82° 5’ n. br. I åbne både foregik samme år rejsen tilbage til Novaja Zemlja. En lysende fremgang oplevede derimod de svenske ekspeditioner til disse egne under Nordenskiöld. Både 1875 og 1876 nåede han over Karahavet Jenisejs udmunding og fik ved de der under vundne erfaringer tiltro på nordøstpassagens mulighed.

### Vegas rejse
En detaljeret plan for en ekspedition i det asiatiske ishav blev indgivet i juli 1877 til kong Oskar 2., som sammen med den bekendte mecenat Oskar Dickson i Göteborg og den russiske købmand Alexander Sibiriakov lovede at afholde omkostningerne ved foretagendet. Til ekspeditionens gennemførelse indkøbtes sælfangstdampskibet "Vega", som ved orlogsværftet i Karlskrona blev udrustet på den svenske stats bekostning. Ledelse og mandskab bestod af frivillige fra den svenske flåde, og deres aflønning blev ligeledes for størstedelens vedkommende betalt med offentlige midler. Til chef på "Vega" udså man løjtnant Louis Palander, som sekond tjenestegjorde løjtnant E.C. Brusewitz. Den videnskabelige stab bestod af docenten F.R. Kjellman, botaniker, fil. dr A. Stuxberg, zoolog, med.kand. E. Almqvist, læge, den italienske løjtnant G. Bove, hydrograf, den danske løjtnant A. Hovgaard, meteorolog og magnetiker, samt den finske løjtnant O. Nordqvist, bistående zoolog og tolk. Den 22. juni 1878 afsejlede "Vega" fra Karlskrona og ankom, efter korte besøg i København og Göteborg, den 17. juli til Tromsø, hvor ekspeditionens leder, Nordenskiöld, gik ombord.
Da "Vega" nogle dage senere påbegyndte rejsen øst på, havde det følgeskab af det lille dampskib "Lena", som var blevet bygget på Sibiriakovs bekostning for trafik på Lenafloden og da blev ført af den norske søkaptajn Chr. Johannesen. Uden at have set nogen tegn på is nåede begge fartøjer den 30. juli samojede-bebyggelsen Chabarova, beliggende ved Jugor Sjar, det sund, som adskiller øen Vajgatj fra fastlandet. Der mødte man dampskibet "Fraser" (kaptajn Emil Nilsson) og barkskibet "Express" (kaptajn Gundersen), begge udrustede af Sibiriakov dels for at fragte varer til Jenisej, dels for at medføre kul til ekspeditionens hovedfartøj. Hele flåden hejste anker den 1. august. Karahavet blev passeret på seks dage og viste sig at være næsten helt isfrit. Nogle af ekspeditionens medlemmer foretog der under på "Lena" en udflugt til Beli Ostrov og den modstående kyst af Jalmal, hvor efter hele ekspeditionen samledes i den ved Jenisejs udmunding beliggende Dicksons havn. Der deltes skibene den 9 august i to afdelinger: "Fraser" og "Express" afsejlede for at losse deres last noget længere oppe i Jenisej, "Vega" og "Lena" fortsatte rejsen øst på. Også under denne del af rejse gav is kun ringe indflydelse på fremfarten, men så meget mere hæmmedes denne af tæt tåge, som i det ukendte og yderst mangelfuldt kortlagte farvand nødvendiggjorde den største forsigtighed. Efter landgang på et par mindre holme samt i Aktinia bay på Taimur-øen, ved hvilke lejligheder mulighederne for at foretage videnskabelige iagttagelser og indsamlinger blev udnyttede, ankom man den 19. august til den gamle verdens nordligste odde, Kap Tsjeljuskin, som aldrig før var blevet nået af noget skib. Efter at som minde om besøget have rejst en varde, dampede ekspeditionen videre, forlod kystfarvandet og tog kurs direkte mod de Nysibiriske øer. Store ismasser forhindrede dog snart videre fremtrængen i denne retning, og man måtte igen sejle i den isfrie rende, som fortsat var langs kysten.
Under rejsen syd på langs Taimurhalvøens østlige kyst fandt man, at denne på de ældre kort var blevet forlagt alt for langt mod øst: "Vegas" kurs gik i disse egne ifølge kortene over land. Et kort besøg gjordes den 24. august på den ud for Chatangas udmunding beliggende Preobrasjeni-ø, og der fra gik rejsen på ny mod øst på et fuldstændigt isfrit hav, som dog blev stadig mere lavvandet jo nærmere, man kom Lenas udmunding. Natten mellem den 27. og 28. august, på det åbne hav nord for denne flods delta, skiltes "Vega" fra "Lena", som senere lykkeligt nåede sit rejsemål, det i hjertet af Sibirien beliggende Jakutsk. "Vega" fortsatte nu sin rejse alene. Et planlagt besøg på de Nysibiriske øer måtte opgives på grund af kysternes lavvandede karakter, men is syntes fortsat kun i ringe omfang. Først efter, at man den 31. august havde passeret Svjatoinos, begyndte isen at tiltage i mængde og tykkelse, og tegn på vinterens begynden viste sig: Bjørneøerne passeredes den 3. september i snevejr, de følgende dage begyndte ny is at danne sig mellem de stadig tættere isstykker, og det tiltagende mørke tvang Palander til at ligge stille om natten. Under hele strækningen fra Jugor Sjar havde man ikke set spor af mennesker eller menneskeboliger, men ud for Kap Sjelagskoj, som blev nået den 6. september, fik "Vega" besøg af et par skindbåde fyldte med tjuktjere, hvilket folk man først da lærte at kende. Rejsen gik nu som følge af is stadig langsommere, og den 12.–18. september måtte "Vega" ved Irkaipij (Nordkap) afvente fordelagtigere isforhold. Efter endnu nogle dages kamp mod isen i det lavvandede farvand var man den 28. september sejlet forbi den odde, som mod øst begrænser Koljutsjin baj, men der viste det sig umuligt at komme videre. "Vega" blev fortøjet ved en isblok, som var strandet på grundt vand 1,4 km fra kysten nær tjukterbebyggelsen Pitlekaj, og snart indså man, at man måtte forberede sig på at overvintre der, skønt stedet ingenlunde var sikkert. "Vega" vinterhavn var beliggende ved 67° 4’ 49" n. br. och 173° 23’ 2" v. lgd fr.. Greenw., 1,4 km. fra land, 120’ fra Ostkap. Overvintringen forløb i alle henseender lykkeligt trods den åbne red. Til trods for det tidvis stærke ispres led skibet ikke nogen skade, og mandskabet var helt befriet fra polarekspeditionernes plage, skørbugen.
Indefrysningen betragtedes af Nordenskiöld i begyndelsen som et tilbageslag, men en rig erstatning derfor vandt man ved mulighederne for at udføre forskning på snart sagt alle naturvidenskabernes områder, som derved tilbød sig. Resultaterne af denne forskning blev for størstedelens vedkommende offentliggjort i det af Nordenskiöld udgivne værk "Vega-expeditionens vetenskapliga iakttagelser" (5 bd, 1882–87). Blandt dem må nævnes Nordenskiölds egne iagttagelser om nordlys samt om tjuktjernes levevis, de meteorologiske og magnetiske observationer, som vedvarende foregik i et på fastlandet af is opført observatorium og siden bearbejdedes af H. Hildebrandsson og A. Wijkander, samt de storartede botaniske, zoologiske og etnografiske samlinger, som efter hjemkomsten en tid blev udstillede i Stockholm og senere beskrevne af deltagerne i rejsen og af andre forskere. Den 18. juli 1879 brød isen omkring "Vega" op, og to dage der efter passeredes Ostkap i Beringstrædet. Under rejsens fortsættelse besøgtes i videnskabeligt formål St Lawrence bay og Konyam bay på den asiatiske samt Port Clarence på den amerikanske side af Beringstrædet. Der efter anløb man St. Lawrence-øen den 31. juli og Bering ø den 14.–19. august, og den 2. sept. sejlede ekspeditionen ind i Jokohamas havn "efter at have fuldført nordøstpassagen uden tab af en eneste mand, uden sygdom blandt besætningen og uden skade på fartøjet", som et der fra afsendt telegram meddelte til hjemlandet. I Japan gjordes et længere ophold, og under hjemrejsen sønden om Asien besøgtes Hongkong, Labuan, Singapore, Ceylon og Aden, hvor efter Suezkanalen passeredes og flere europæiske kystbyer blev anløbet. Overalt fejrede ekspeditionens leder og medlemmer store triumfer for det geografiske stordåd, som de havde udført. Den 24. april 1880 blev "Vega" modtaget i Stockholms havn med storartede festligheder.

### Andre rejser i Nordøstpassagens farvande
Blandt opdagelsesrejser i havene omkring Novaja Zemlja må nævnes E.H. Johannesens rejse 1878, hvor under øen Ensomheden blev opdaget, samt englænderen Leigh Smiths besøg på Frans Josefs land 1880 og overvintring der 1881–1882.
Nordenskiölds efterfølgere på vejen øst på fik der imod i almindelighed kun ringe fremgang: dampskibet "Oscar Dickson", udsendt af den for åbning af skibsfart til Sibiriens floder ivrigt virkende Sibiriakov, forliste 1880 nær Jenisejs udmunding; den danske "Dijmphna-ekspedition" under Vega-fareren A. Hovgaard indefrøs i september 1882 i Karahavets is sammen med den hollandske polarekspeditions skib "Varna", og slap først fri et år senere af isfængslet, hvor efter hjemrejsen indledtes.
Blandt forskningsrejser, som forøgede kendskabet til de asiatiske polaregne må nævnes Ferdinand von Wrangels rejser langs Sibiriens kyst øst for Kolymas udmunding og slæderejser på isen nord om 1821–1823, Th. v. Middendorffs rejse på Taimur-halvøen 1843 samt Tolls og Bunges ekspedition til de Nysibiriske øer 1886.

### Jeannette-ekspeditionen
Havet nord for Beringstrædet har efter Franklin-ekspeditionernes tid blot af en større ekspedition været valgt som forskningsfelt: den amerikanske "Jeannette"-ekspedition under G.W. De Long. Denne afgik d. 8. juli 1879 fra San Francisco, men allerede den 4. september samme år indesluttedes skibet af isen i nærheden af Wrangels land og blev efter en langvarig drift den 13. juni 1881 overgivet af besætningen ved 77° 13’ n. br. Rejsen fortsattes i både mod den sibiriske kyst, de Nysibiriske øer blev anløbet, og den 16. og 17. september landede to af bådene ved Lenas udmunding. Om den tredje savnes alle underrettelser. De Long selv og en stor del af hans besætning omkom af hunger og kulde under omkringflakken i floddeltaet, og hele den geografiske gevinst af ekspeditionen blev opdagelsen af tre små øer nordøst for det Nysibiriske arkipelag. En af de til "Jeannettes" undsætning udsendte ekspeditioner, ledet af kaptajn Berry på "Rodgers", bestemte i 1881 nærmere begrænsningen af Wrangels land og nåede den højeste nordlige breddegrad (73° 44’), som er opnået nord for Beringstrædet.

### Aljeksandr Sibirjakovs ubrudte gennemrejse
I 1932 lykkedes det for Otto Juljevitj Sjmidt (Otto Schmidt) at rejse fra Arkhangelsk til Stillehavet med isbryderen Aljeksandr Sibirjakov. Tidligere ekspeditioner havde været nødt til at overvintre undervejs.

### Nutiden
Med vigende havis i Arktis er det nu muligt, omend farligt, at besejle Nordøstpassagen. Ifølge det russiske isbryderselskab Rosatomflot blev ruten benyttet fire gange i 2010. Det antal var steget til 46 i 2012. Et kinesisk statsrederi tilbyder containerfragt mellem Kina og Europa på 18 dage, betydeligt hurtigere end 30 dage syd om Afrika.